# Raphaël Stacchiotti
Raphaël Stacchiotti, född 9 mars 1992 i Luxemburg, är en luxemburgsk simmare.
Stacchiotti tävlade för Luxemburg vid olympiska sommarspelen 2008 i Peking, där han blev utslagen i försöksheatet på 200 meter frisim. Vid olympiska sommarspelen 2012 i London tävlade Stacchiotti i två grenar. Han blev utslagen i försöksheatet på både 200 och 400 meter medley.
Vid olympiska sommarspelen 2016 i Rio de Janeiro tävlade Stacchiotti i tre grenar. Han blev utslagen i försöksheatet i samtliga grenar (100 meter frisim samt 200 och 400 meter medley). Vid OS i Tokyo 2021 slutade Stacchiotti på 42:a plats på 200 meter medley.